# Soulèvement de Jeju
Guerre froide
Batailles
Crises et conflits majeurs entre le monde occidental et le monde communiste
- Guerre civile chinoise
- Guerre civile grecque
- Guerre de Corée
- Guerre d'Indochine
- Blocus de Berlin
- Insurrection communiste malaise
- Crise du canal de Suez
- Crise de Berlin (1958-1963)
- Mur de Berlin
- Crise des missiles de Cuba
- Guerre du Viêt Nam
- Guerre d'Afghanistan

Crises et conflits mineurs entre le monde occidental et le monde communiste
- Crise irano-soviétique
- Intervention militaire chinoise au Tibet
- Première crise du détroit de Taïwan
- Deuxième crise du détroit de Taïwan
- Guerre civile laotienne
- Incident de l'U-2
- Bataille de la mer d'Arafura
- Premier conflit inter-yéménite
- Guerre civile cambodgienne
- Guerres civiles en Éthiopie
- Guerre civile angolaise
- Guerre civile du Mozambique
- Second conflit inter-yéménite
- Vol Korean Air Lines 007

Crises dans le monde communiste
- Insurrection de juin 1953 en Allemagne de l'Est
- Soulèvement de Poznań
- Révolution hongroise de 1956
- Soulèvement tibétain de 1959
- Mouvement du 30 septembre 1965 en Indonésie
- Guerre civile cambodgienne
- Printemps de Prague
- Invasion de la Tchécoslovaquie
- Conflit frontalier sino-soviétique
- Génocide cambodgien
- Guerre de l'Ogaden
- Guerre entre le Cambodge et le Viêt Nam
- Guerre sino-vietnamienne
- Conflit cambodgien
- État de siège en Pologne
- Jeltoqsan
- Guerre du Haut-Karabagh
- Manifestations de la place Tian'anmen
- Révolution de Velours
- Révolution roumaine de 1989
- Émeutes de Douchanbé

Crises dans le monde occidental
- Soulèvement de Jeju
- Crise congolaise
- Conflit armé guatémaltèque
- Révolution sandiniste
- Révolution cubaine
- Débarquement de la baie des Cochons
- Seconde invasion américaine de la République dominicaine
- Coup d'État du 11 septembre 1973 au Chili
- Révolution de Saur
- Révolution iranienne
- Guerre civile du Salvador
- Invasion de la Grenade
- Invasion du Panama

Autres crises régionales
- Première guerre indo-pakistanaise
- Guerre sino-indienne
- Guerre des Sables
- Deuxième guerre indo-pakistanaise
- Guerre de la frontière sud-africaine
- Guerre des Six Jours
- Guerre du Biafra
- Guerre d'usure
- Septembre noir
- Guerre de libération du Bangladesh
- Troisième guerre indo-pakistanaise
- Guerre du Kippour
- Invasion turque de Chypre
- Guerre du Liban
- Guerre égypto-libyenne
- Guerre Iran-Irak

Le soulèvement de Jeju, également connu en Corée du Sud sous l'évènement du 3 avril à Jeju (제주 4·3 사건), est une révolte sur l'île de Jeju, au sud de la Corée, entre le 3 avril 1948 et le 13 mai 1949. En 1948, le gouvernement provisoire de l'armée américaine se retire pour transmettre le pouvoir à un président élu, le nationaliste et anticommuniste Syngman Rhee. Le soulèvement de Jeju et sa répression coûtent la vie à 14 000 ou 60 000 personnes sur une île qui compte, à l'époque, 300 000 habitants. L'intervention de l'armée sud-coréenne est particulièrement brutale, et cause la destruction de nombreux villages. Par réaction, elle suscite des rébellions dans la péninsule ainsi que la mutinerie de plusieurs centaines de soldats. La rébellion dure jusqu'en mai 1949. Quelques combats isolés se produisent jusqu'en 1953,. Quarante mille résidents de Jeju s'enfuient au Japon, et certains d'entre eux créent une « Jeju town » à Osaka.

## Contexte
Le 4 novembre 1947, les Nations unies adoptent la résolution n° 112 qui appelle à la tenue d'élections sous la supervision de la commission des Nations unies. L'Union soviétique refuse de s'y conformer et interdit l'accès à la partie nord du pays à la commission. En conséquence, l'assemblée des Nations unies adopte une nouvelle résolution appelant à l'organisation d'élections dans les zones qui lui sont accessibles, c'est-à-dire, celles sous le contrôle du gouvernement militaire de l'armée américaine, l'USAMGIK. Ces élections se déroulent le 10 mai 1948. Dans la zone nord, le comité populaire provisoire organise des élections législatives le 25 août 1948, les candidats soutenus par le gouvernement remportant 86,3 % des voix pour un taux de participation de 99,6 %. Elles sont aussi organisées clandestinement dans le sud.
Bouleversé par cette partition de la péninsule, le Parti du travail de Corée du Sud prévoit d'organiser des rassemblements le 1er mars pour protester contre les élections du 10 mai. L'arrestation de 2 500 cadres du parti ainsi que la mort de trois d'entre eux arrêtent ce mouvement.

## Soulèvement
Le 3 avril 1948 à Jeju, la police tire sur des manifestants commémorant la lutte des Coréens contre l'occupant japonais. Outrés, les habitants attaquent 12 postes de police. Durant les combats, une centaine de policiers et de civils sont tués. Les rebelles brûlent également les centres électoraux pour les scrutins à venir et attaquent des politiciens ainsi que leur famille,. Ils émettent également un appel demandant à la population de se soulever contre le gouvernement militaire américain.
Cet appel du parti des travailleurs est accueilli favorablement par la population locale grâce au ressentiment envers le gouvernement et les forces de police soupçonnés d'avoir collaboré trop volontiers avec les Japonais. La lourde imposition des produits agricoles joua aussi un rôle.
Le gouvernement essaie de trouver un règlement rapide à cette insurrection et envoie 3000 soldats du 11e régiment de gendarmerie soutenir les forces de police. Cependant, le 29 avril, plusieurs centaines de soldats se rebellent et fournissent un nombre important d'armes légères aux rebelles. Le gouvernement de Séoul envoie aussi une force paramilitaire issue de l'association de la jeunesse du nord-ouest qui est constituée de réfugiés anti-communistes venus du nord de la Corée. Des membres de ce groupement ont tué des habitants avant d'organiser un mariage forcé avec un membre de la famille afin qu'il puisse hériter des terres.
Peu après les élections, le 15 mai, les rebelles tuent 35 policiers et extrémistes de droite. Le 16 mai, la police arrête dans deux villages 169 habitants soupçonnés de soutenir l'insurrection. Au mois de juin, un rapport du colonel Rothwell H. Brown indique que 4 000 personnes ont été interrogées par l'armée. On y apprend qu'une armée démocratique du peuple a été créée en avril, qu'elle est composée de 4000 personnes mal armées puisque seule 400 d'entre elles ont une arme à feu. Le parti des travailleurs compte alors 60 à 70 000 membres à Jeju répartis dans chaque village dans des comités populaires.
Brown enjoint d'intensifier les actions visant à couper la guérilla des villageois et à empêcher le ravitaillement des guérilleros et de continuer à interroger les prisonniers. 3000 personnes sont arrêtées entre le 28 mai et la fin juillet.
Le lieutenant-général Kim Ik Ruhl, commandant des troupes sud-coréennes sur l'île mena les négociations avec les rebelles. Il rencontra plusieurs fois Kim Dal-Sam (en), un membre du parti des travailleurs mais ils n'aboutirent pas à un accord. Le gouvernement voulait une reddition complète tandis que les rebelles demandaient le désarmement de la police locale, la démission de tous les fonctionnaires de l'île, l'interdiction des groupes paramilitaires et la réunification de la péninsule. Le général Kim Ik Ruhl fut rappelé subitement à Séoul à cause de son approche conciliante et fut surpris de voir que son remplaçant organise une offensive soutenue contre les rebelles à la fin de l'été. Le 15 août 1948, le gouvernement militaire provisoire de l'armée américaine est dissout, Syngman Rhee devient le premier président de la république de Corée.

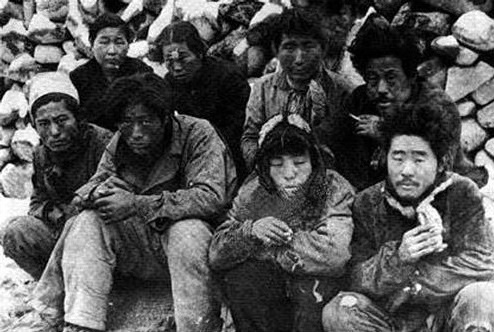
Des habitants de Jeju en attente d'exécution, fin 1948.

La guérilla avait créé des camps dans la montagne tandis que les forces gouvernementales tenaient les villes de la côte. Les communautés agricoles entre la côte et les collines formaient donc le champ de bataille principal. En octobre 1948, l'armée rebelle se composait d'environ 4 000 combattants et bien que beaucoup fussent mal armés, ils gagnèrent quelques petits combats face à l'armée. À la fin de l'automne, les rebelles ont commencé à prendre ouvertement parti pour la Corée du Nord et à en porter le drapeau.
Au printemps 1949, cependant, quatre bataillons de l'armée sud-coréenne arrivent porter renfort aux forces déjà en présence. Ensemble, elles viennent rapidement à bout des rebelles. Le 17 août 1949, le mouvement s'effondre à la suite de l'assassinat de l'un de ses principaux chefs, Yi Tuk-ku. Le gouverneur de Jeju estime alors que 60 000 habitants ont été tués et que 40 000 sont partis au Japon.

## L'engagement américain
À cette époque, la présence américaine sur l'île était faible. Jimmie Leach, alors conseiller auprès de la police de l'île affirme qu'il n'y avait que six Américains avec deux avions légers L-4 et deux bateaux. D'autre part, les Américains ont pris en charge la formation des forces armées ainsi que l'acheminement du matériel et des troupes par des avions C-47.
Des reporters du Stars and Stripes ont fourni des comptes-rendus vifs et détaillés de la répression de la rébellion par l'armée sud-coréenne, du soutien populaire aux rebelles ainsi que des représailles des rebelles contre les locaux. Les Américains ont documenté les exactions mais ne sont jamais intervenus.
Ce n'est qu'après le déclenchement de la guerre de Corée que les États-Unis ont repris le commandement des forces armées sud-coréennes.

## Pendant la guerre de Corée
Immédiatement après l'attaque de la Corée du Nord sur le Sud, le 25 juin 1950, les militaires sudistes ordonnent « l'appréhension préventive » des militants de gauche présumés dans tout le pays. Des milliers de personnes ont été arrêtées à Jeju et classées en quatre groupes A, B, C et D suivant le risque qu'elles posaient à la sécurité. Le 30 août 1950, une ordonnance écrite par un officier supérieur du renseignement de la marine sud-coréenne enjoint à la police de Jeju d'exécuter les personnes des groupes C et D avant le 6 septembre. Ces exécutions sur Jeju peuvent être englobées dans la vaste répression qui s'est abattue sur l'ensemble des sud-coréens suspectés de sympathies communistes, une série d'éliminations physiques ordonnées par le gouvernement de Syngman Rhee qu'on désigne sous le terme de Massacre de la Ligue Bodo.

## La réconciliation
L'un des premiers actes officiels de l'assemblée nationale sud-coréenne fut l'adoption de la loi sur les traîtres à la nation en 1948 qui entre autres mesures interdit le parti des travailleurs. Pendant près de 50 ans, les gens qui mentionnaient les massacres pouvaient être torturés et condamnés à une longue peine de prison. Ces événements ont été largement ignorés par le gouvernement. En 1992, le gouvernement du président Roh Tae-woo fit fermer une grotte où avaient été découverts des restes des victimes. Mais après la démocratisation des années 1990, le gouvernement a présenté des excuses à plusieurs reprises pour la répression et des efforts sont faits pour réévaluer la portée des événements et indemniser les survivants. En mars 2009, une commission vérité et réconciliation (en) confirma son rapport disant qu'« au moins 20 000 personnes emprisonnées pour avoir pris part au soulèvement de Jeju, Yeosu et Suncheon ou accusées d'être communistes ont été massacrées dans 20 prisons du pays » lorsque la guerre de Corée commença.
La commission de la vérité rapporte 14 373 victimes dont 86 % par les forces de sécurité et 14 % par les rebelles et estime le nombre total de morts à 30 000. 70 % des 230 villages ont été brûlés et 39 000 maisons ont été détruites.
En 2021, Han Kang — qui sera lauréate du Prix Nobel de littérature, en 2024 — publie le roman Impossibles adieux, consacré à la mémoire des victimes de Jeju[réf. nécessaire].